# Liste de gares d'aéroport
À ne pas confondre avec une aérogare.
 (avril 2023).
Si vous disposez d'ouvrages ou d'articles de référence ou si vous connaissez des sites web de qualité traitant du thème abordé ici, merci de compléter l'article en donnant les références utiles à sa vérifiabilité et en les liant à la section « Notes et références ».

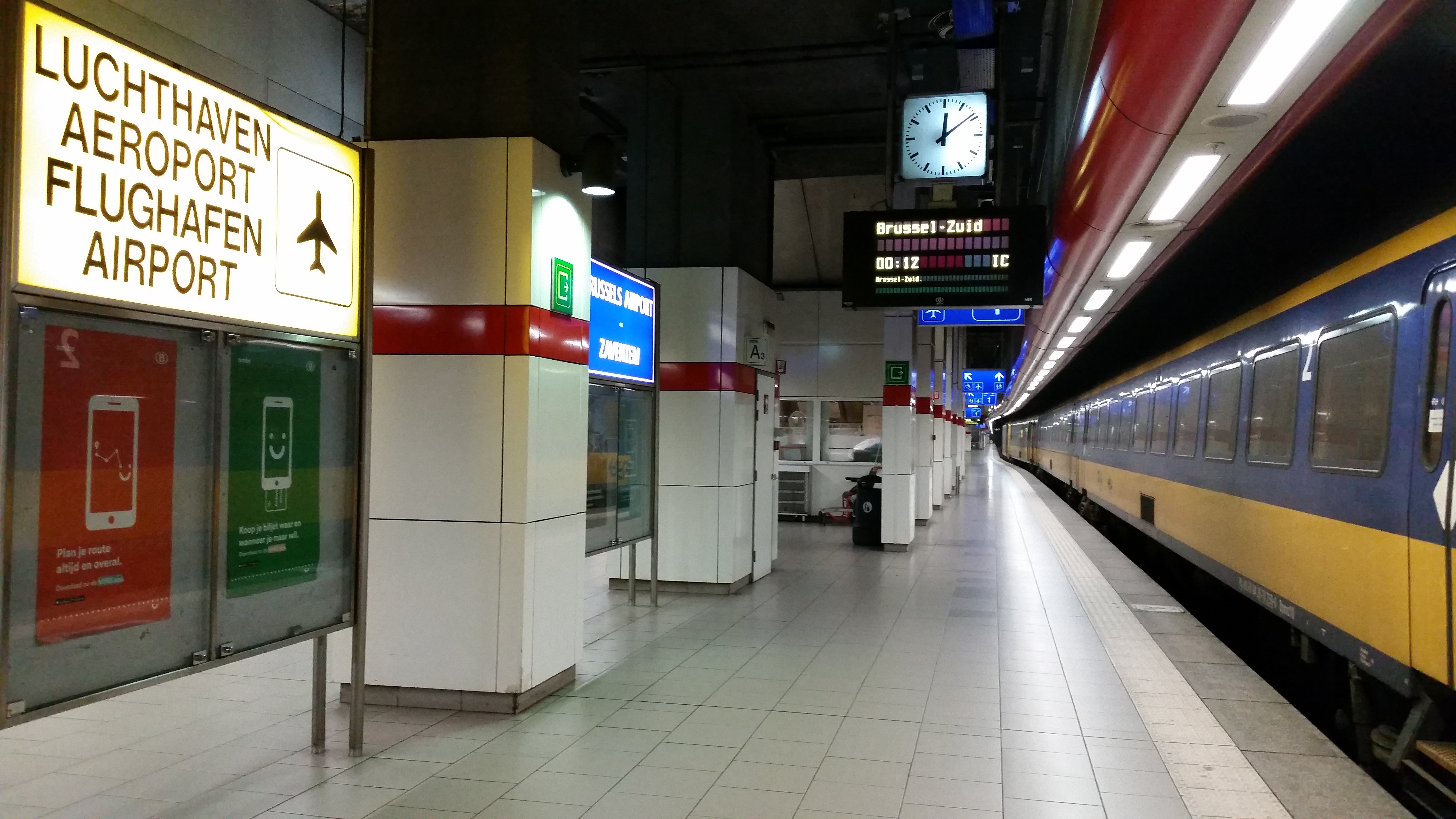
Gare de l'aéroport de Bruxelles-Zaventem (Belgique).

Cet article présente une liste de gares d'aéroport ou gares aéroportuaires. Ce sont des gares ferroviaires desservant directement un aéroport. Sont exclues de la liste les stations de métro ou de tramway.

## Par continent puis par pays
Ci-après, la liste non exhaustive de gares d'aéroport par continent puis par pays :

### Afrique

#### Algérie
| Aéroport                             | Gare ferroviaire                     | Mise en service | Service ferroviaire                 |
| ------------------------------------ | ------------------------------------ | --------------- | ----------------------------------- |
| Aéroport d'Alger - Houari-Boumédiène | Gare de l'Aéroport Houari Boumédiène | 2019            | Réseau ferré de la banlieue d'Alger |

#### Maroc
| Aéroport                          | Gare ferroviaire              | Mise en service | Service ferroviaire |
| --------------------------------- | ----------------------------- | --------------- | ------------------- |
| Aéroport Mohammed-V de Casablanca | Gare de l'aéroport Mohammed V | 1993            | TNR                 |

### Amériques

#### États-Unis
| Aéroport                                             | Gare ferroviaire                 | Mise en service | Service ferroviaire |
| ---------------------------------------------------- | -------------------------------- | --------------- | ------------------- |
| Aéroport international de Fort Lauderdale-Hollywood  | Gare de Fort Lauderdale-Aéroport | 1989            | Tri-Rail            |
| Aéroport international de Miami                      | Gare de Miami-Aéroport           | 1989            | Tri-Rail            |
| Aéroport international General Mitchell de Milwaukee | Gare de l'aéroport de Milwaukee  | 2005            | ?                   |

### Asie

#### Chine
| Aéroport                                  | Gare ferroviaire                                    | Mise en service | Service ferroviaire    |
| ----------------------------------------- | --------------------------------------------------- | --------------- | ---------------------- |
| Aéroport international de Shanghai-Pudong | Gare de l'aéroport international de Shanghai-Pudong | ?               | Transrapid de Shanghai |

#### Corée du Sud
| Aéroport                         | Gare ferroviaire                          | Mise en service | Service ferroviaire |
| -------------------------------- | ----------------------------------------- | --------------- | ------------------- |
| Aéroport international d'Incheon | Gare de l'aéroport d'Incheon terminal 1   | ?               | AREX                |
| Aéroport international d'Incheon | Gare de l'aéroport d'Incheon terminal 2   | ?               | AREX                |
| Aéroport international de Gimpo  | Gare de l'aéroport international de Gimpo | ?               | AREX                |

#### Japon

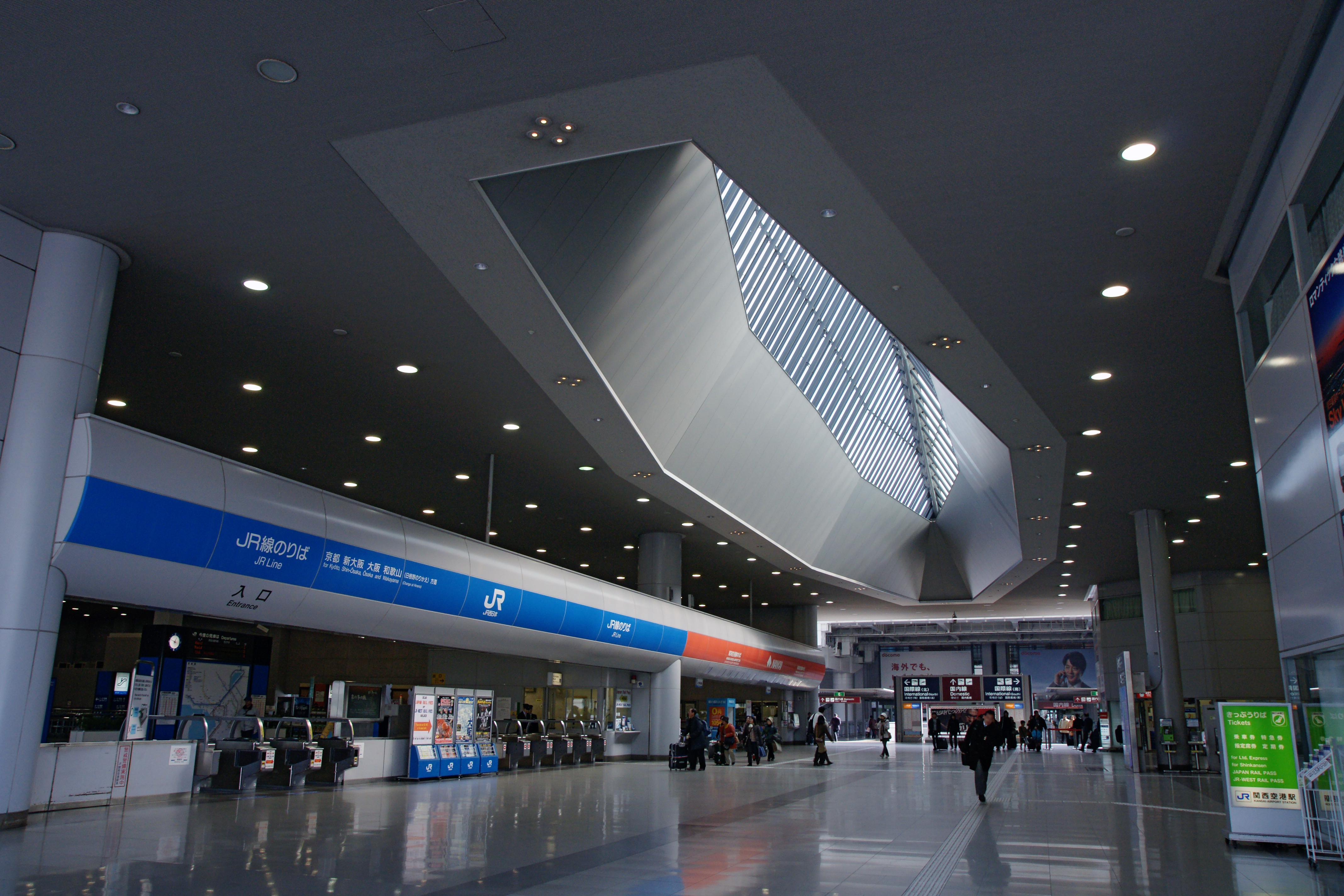
Gare de l'aéroport du Kansai.

| Aéroport                               | Gare ferroviaire                          | Mise en service | Service ferroviaire             |
| -------------------------------------- | ----------------------------------------- | --------------- | ------------------------------- |
| Aéroport international du Chūbu        | Gare de l'aéroport international du Chūbu | 2004            | µSky                            |
| Aéroport international du Kansai       | Gare de l'aéroport du Kansai              | 1994            | Haruka, Rapi:t                  |
| Aéroport international Haneda de Tokyo | Gare de l'aéroport de Haneda Terminal 1·2 | 1998            | Airport Limited Express         |
| Aéroport international Haneda de Tokyo | Gare de l'aéroport de Haneda Terminal 3   | 2010            | Airport Limited Express         |
| Aéroport de Miyazaki                   | Gare de l'aéroport de Miyazaki            | 1996            | Ligne de l'Aéroport de Miyazaki |
| Aéroport international de Narita       | Gare de l'aéroport de Narita Terminal 1   | 1991            | Narita Express, Skyliner        |
| Aéroport international de Narita       | Gare de l'aéroport de Narita Terminal 2·3 | 1992            | Narita Express, Skyliner        |
| Aéroport de Sendai                     | Gare de l'aéroport de Sendai              | 2007            | Ligne de l'Aéroport de Sendai   |
| Aéroport de Shin-Chitose               | Gare de l'aéroport de Shin-Chitose        | 1992            | Ligne Chitose                   |

### Europe

#### Allemagne

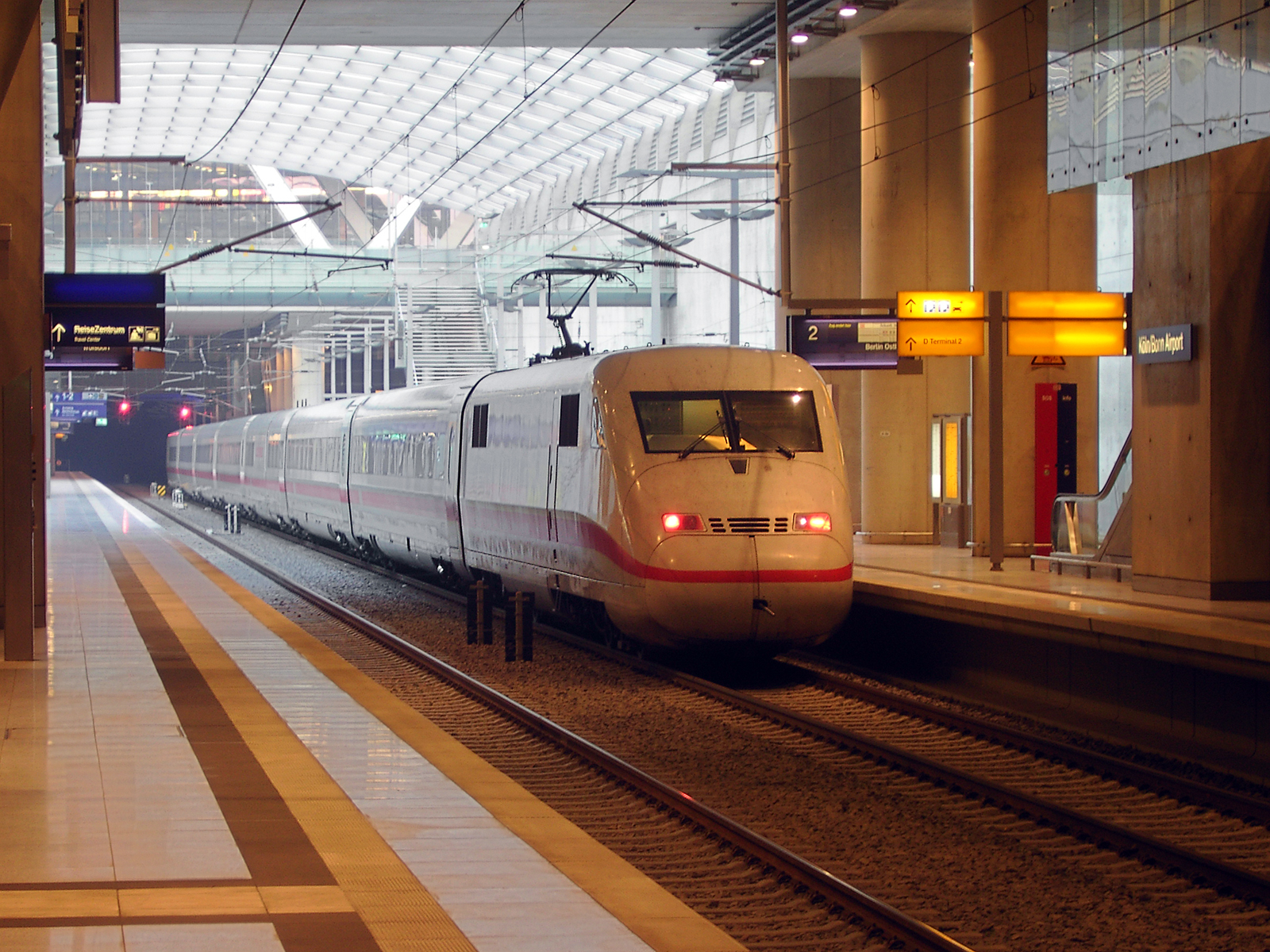
Gare de l'aéroport de Cologne/Bonn.

| Aéroport                                      | Gare ferroviaire                                      | Mise en service | Service ferroviaire                         | Accès à l'aéroport                                                 |
| --------------------------------------------- | ----------------------------------------------------- | --------------- | ------------------------------------------- | ------------------------------------------------------------------ |
| Aéroport de Berlin-Brandeburg                 | Gare de l'aéroport de Berlin                          | 2020            | RE, RB, S-Bahn de Berlin, Flughafen Express | Accès directement dans les terminaux 1 et 2.                       |
| Aéroport Konrad-Adenauer de Cologne-Bonn      | Gare de l'aéroport de Cologne/Bonn                    | 2004            | ICE, RE, S-Bahn Rhin-Neckar                 | Accès directement dans les terminaux 1 et 2.                       |
| Aéroport de Dresde                            | Gare de l'aéroport de Dresde                          | 2001            | S-Bahn de Dresde                            |                                                                    |
| Aéroport international de Düsseldorf          | Gare de l'aéroport de Düsseldorf                      | 2000            | Eurostar, ICE, IC, RE, S-Bahn Rhin-Ruhr     | Accès via le SkyTrain (monorail suspendu) aux terminaux A, B et C. |
| Aéroport de Francfort-sur-le-Main             | Gare de l'aéroport de Francfort-sur-le-Main           | 1999            | ICE, IC, EC                                 | Passerelle couverte vers terminal 1.                               |
| Aéroport de Francfort-sur-le-Main             | Gare régionale de l'aéroport de Francfort-sur-le-Main | 1972            | RE, RB, S-Bahn Rhin-Main                    | Passerelle couverte vers terminal 1.                               |
| Aéroport de Friedrichshafen                   | Halte ferroviaire de l'aéroport de Friedrichshafen    | 1997            | BOB, IRE                                    |                                                                    |
| Aéroport de Hambourg                          | Gare de Hambourg-Aéroport                             | 2008            | S-Bahn de Hambourg                          |                                                                    |
| Aéroport international de Hanovre Langenhagen | Gare de l'aéroport de Hanovre                         | 2000            | S-Bahn de Hanovre                           |                                                                    |
| Aéroport de Leipzig/Halle                     | Gare de l'aéroport de Leipzig/Halle                   | 2002            | ICE, S-Bahn d'Allemagne centrale            | Accès directement dans le terminal.                                |
| Aéroport Franz-Josef-Strauß de Munich         | Gare de l'aéroport de Munich                          | 1992            | S-Bahn de Munich                            |                                                                    |
| Aéroport de Stuttgart                         | Gare de l'aéroport de Stuttgart                       | 1993            | S-Bahn de Stuttgart                         |                                                                    |

#### Autriche

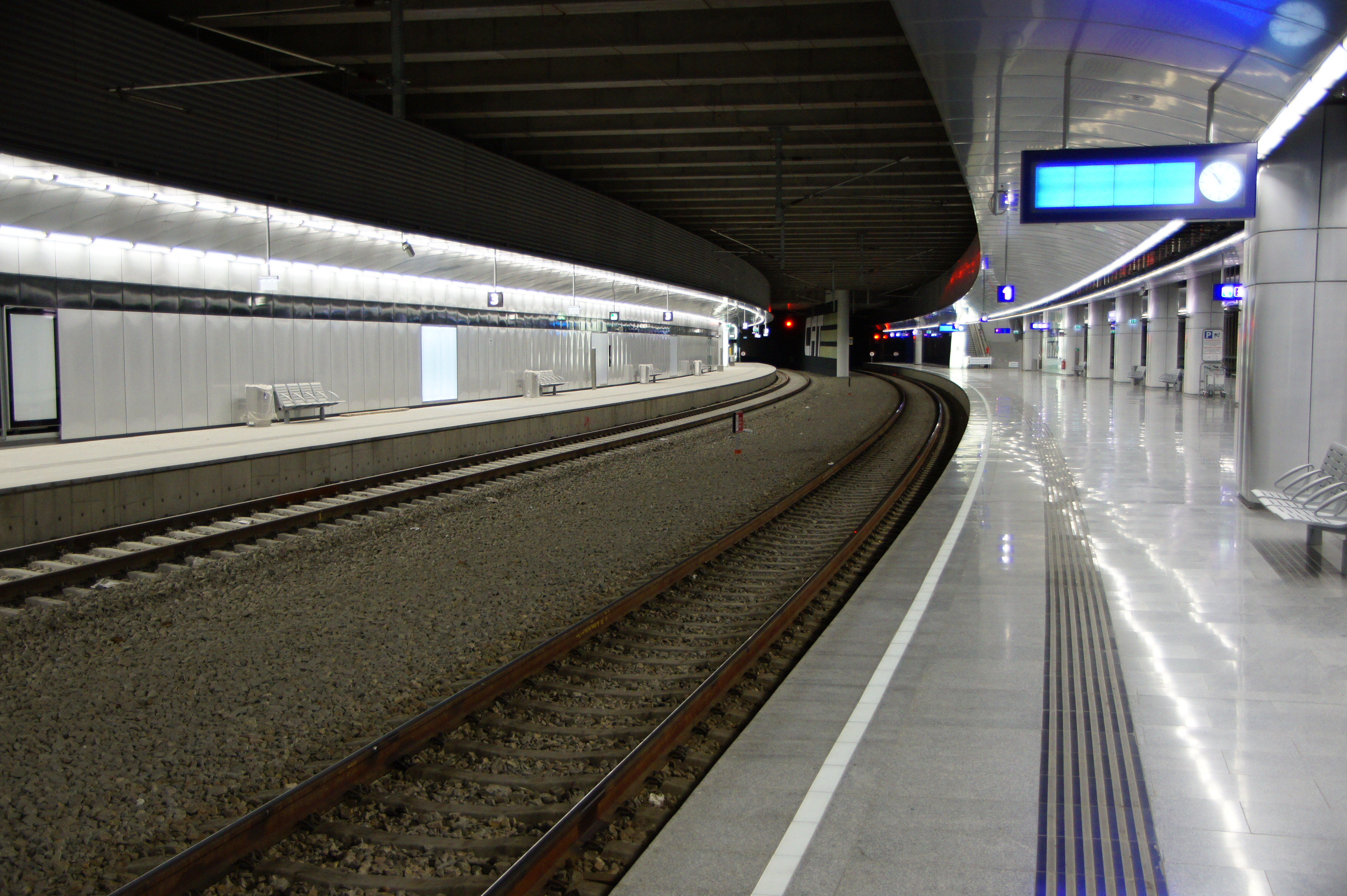
Gare de l'aéroport de Vienne-Schwechat.

| Aéroport                     | Gare ferroviaire                       | Mise en service | Service ferroviaire   |
| ---------------------------- | -------------------------------------- | --------------- | --------------------- |
| Aéroport de Vienne-Schwechat | Gare de l'aéroport de Vienne-Schwechat | 1977            | S-Bahn de Vienne, CAT |

#### Belgique
| Aéroport                       | Gare ferroviaire                    | Mise en service | Service ferroviaire | Accès à l'aéroport                  |
| ------------------------------ | ----------------------------------- | --------------- | ------------------- | ----------------------------------- |
| Aéroport de Bruxelles-National | Gare de Bruxelles-Aéroport-Zaventem | 1955            | IC                  | Accès directement dans le terminal. |

#### Danemark

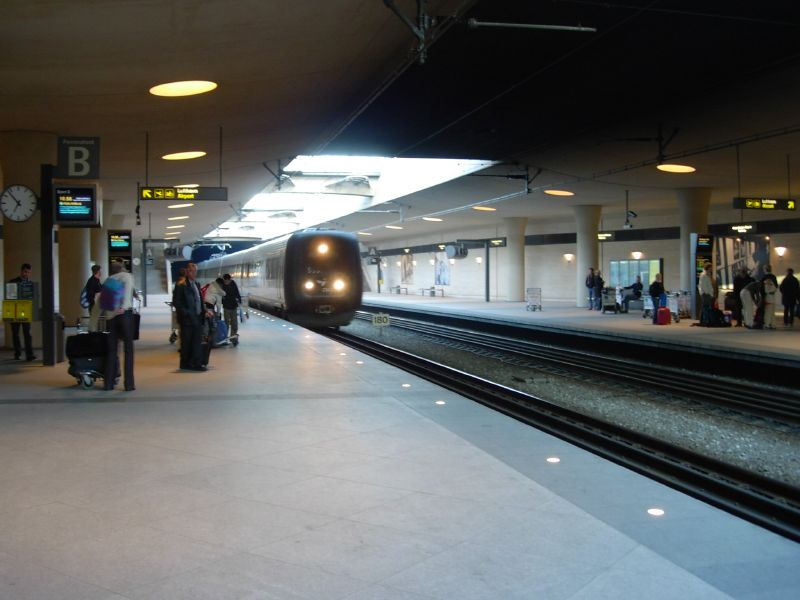
Gare de l'aéroport de Copenhague

| Aéroport               | Gare ferroviaire                 | Mise en service | Service ferroviaire |
| ---------------------- | -------------------------------- | --------------- | ------------------- |
| Aéroport de Copenhague | Gare de l'aéroport de Copenhague | 1998            | ?                   |
| Aéroport d'Aalborg     | Gare de l'aéroport d'Aalborg     | 2020            | ICL                 |

#### Espagne
| Aéroport                         | Gare ferroviaire                           | Mise en service | Service ferroviaire |
| -------------------------------- | ------------------------------------------ | --------------- | ------------------- |
| Aéroport de Barcelone-El Prat    | Gare de l'aéroport de Barcelone-El Prat    | 1975            | ?                   |
| Aéroport de Malaga-Costa del Sol | Gare de l'aéroport de Malaga-Costa del Sol | 2010            | Cercanías           |

#### Finlande
| Aéroport                   | Gare ferroviaire                     | Mise en service | Service ferroviaire |
| -------------------------- | ------------------------------------ | --------------- | ------------------- |
| Aéroport d'Helsinki-Vantaa | Gare de l'aéroport d'Helsinki-Vantaa | 2015            | ?                   |

#### France

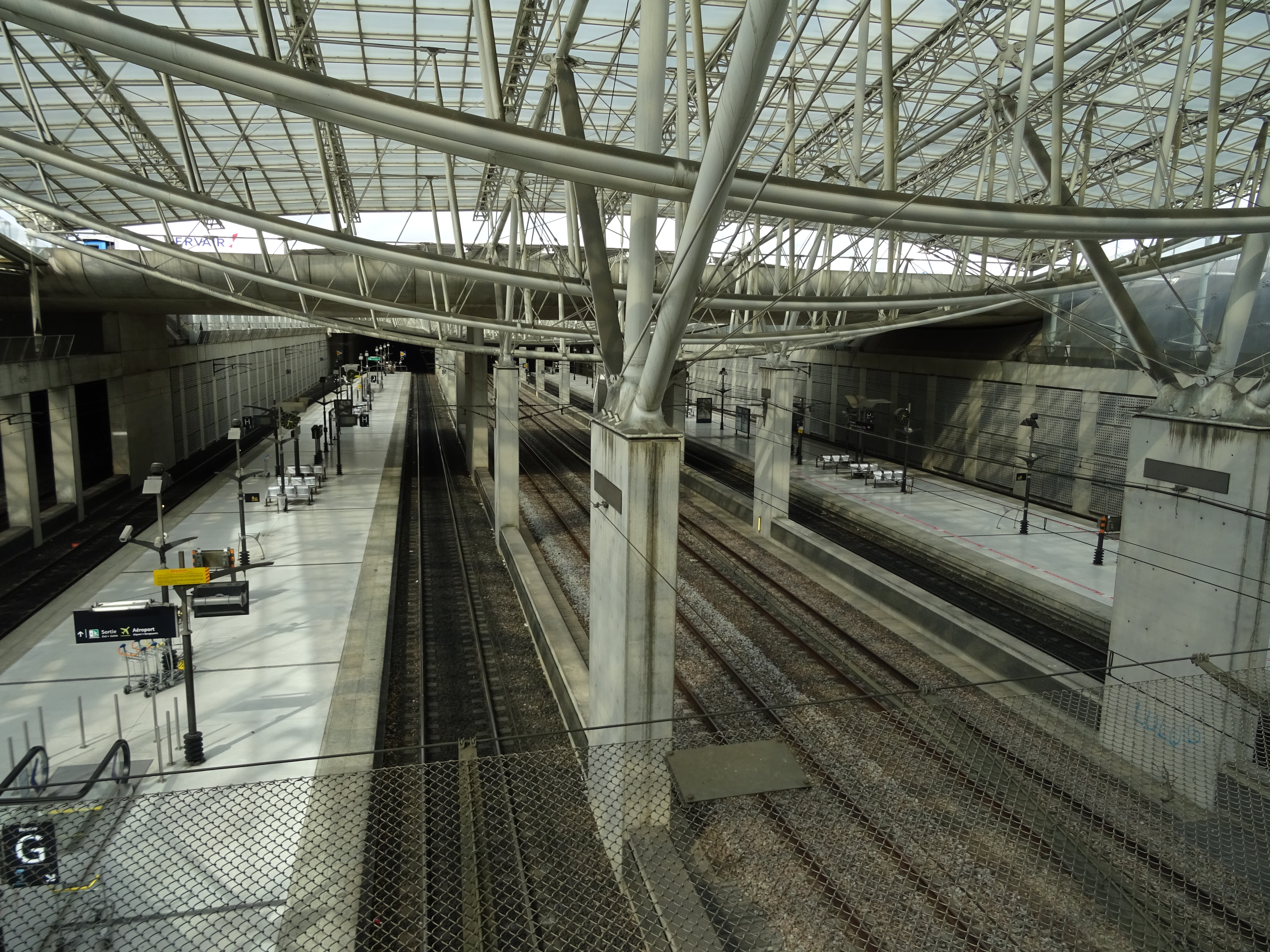
Gare de l'aéroport Charles-de-Gaulle 2 TGV.

| Aéroport                  | Gare ferroviaire                      | Mise en service | Service(s) ferroviaire(s)          | Accès à l'aéroport |
| ------------------------- | ------------------------------------- | --------------- | ---------------------------------- | --- |
| Clermont-Ferrand-Auvergne | Aulnat-Aéroport                       | 2011            | TER                                | Cheminement piétonnier en extérieur. |
| Lyon-Saint-Exupéry        | Lyon-Saint-Exupéry TGV                | 1994            | TGV, Rhônexpress                   | Passerelle couverte. |
| Marseille-Provence        | Vitrolles-Aéroport-Marseille-Provence | 2008            | TER                                | Navette bus gratuite (5 min). Projet de téléphérique. |
| Nice-Côte d'Azur          | Nice-Saint-Augustin                   | 2022            | TER                                | Cheminement piétonnier, par la voie publique, vers le terminal 1. Lignes 2 et 3 du tramway vers les terminaux 1 et 2 (utilisation gratuite sur la section concernée). |
| Paris-Charles-de-Gaulle   | Aéroport Charles-de-Gaulle 1          | 1976            | RER d'Île-de-France                | Accès directement dans le terminal 1. |
| Paris-Charles-de-Gaulle   | Aéroport Charles-de-Gaulle 2 TGV      | 1994            | Eurostar, TGV, RER d'Île-de-France | Accès directement dans le terminal 2 (tapis roulants vers quatre directions : terminaux 2C, 2D, 2E et 2F).                                                            |
| Strasbourg-Entzheim       | Entzheim-Aéroport                     | 2008            | TER                                | Passerelle couverte. |

#### Italie
| Aéroport                                    | Gare ferroviaire                                     | Mise en service | Service ferroviaire                                                                                                | Accès à l'aéroport                                 |
| ------------------------------------------- | ---------------------------------------------------- | --------------- | --- | -------------------------------------------------- |
| Aéroport Léonard-de-Vinci de Rome Fiumicino | Gare de Fiumicino-Aéroport                           | 1990            | Leonardo Express (Rome), FR1 (régional), Trains à grande vitesse Frecciarossa 1000 vers Venise, Naples et Florence | Passerelles couvertes depuis les terminaux 1 et 3. |
| Aéroport de Milan Malpensa                  | Gare de l'aéroport de Milan Malpensa Terminal 1 (en) | 1999            | Malpensa Express (Milan), R28 (régional), TILO S50 (en) depuis Biasca                                              | Passerelles couvertes depuis le terminal 1 et 2    |
| Aéroport de Milan Malpensa                  | Gare de l'aéroport de Milan Malpensa Terminal 2 (en) | 2016            | Malpensa Express (Milan), R28 (régional), TILO S50 (en) depuis Biasca                                              | Passerelles couvertes depuis le terminal 1 et 2    |

#### Lituanie
| Aéroport                          | Gare ferroviaire              | Mise en service | Service ferroviaire |
| --------------------------------- | ----------------------------- | --------------- | ------------------- |
| Aéroport international de Vilnius | Gare de l'aéroport de Vilnius | 2008            |                     |

#### Pays-Bas
| Aéroport                      | Gare ferroviaire                        | Mise en service | Service ferroviaire | Accès à l'aéroport                  |
| ----------------------------- | --------------------------------------- | --------------- | ------------------- | ----------------------------------- |
| Aéroport d'Amsterdam-Schiphol | Gare de l'aéroport d'Amsterdam-Schiphol | 1978            | Eurostar, NS        | Accès directement dans le terminal. |

#### Pologne

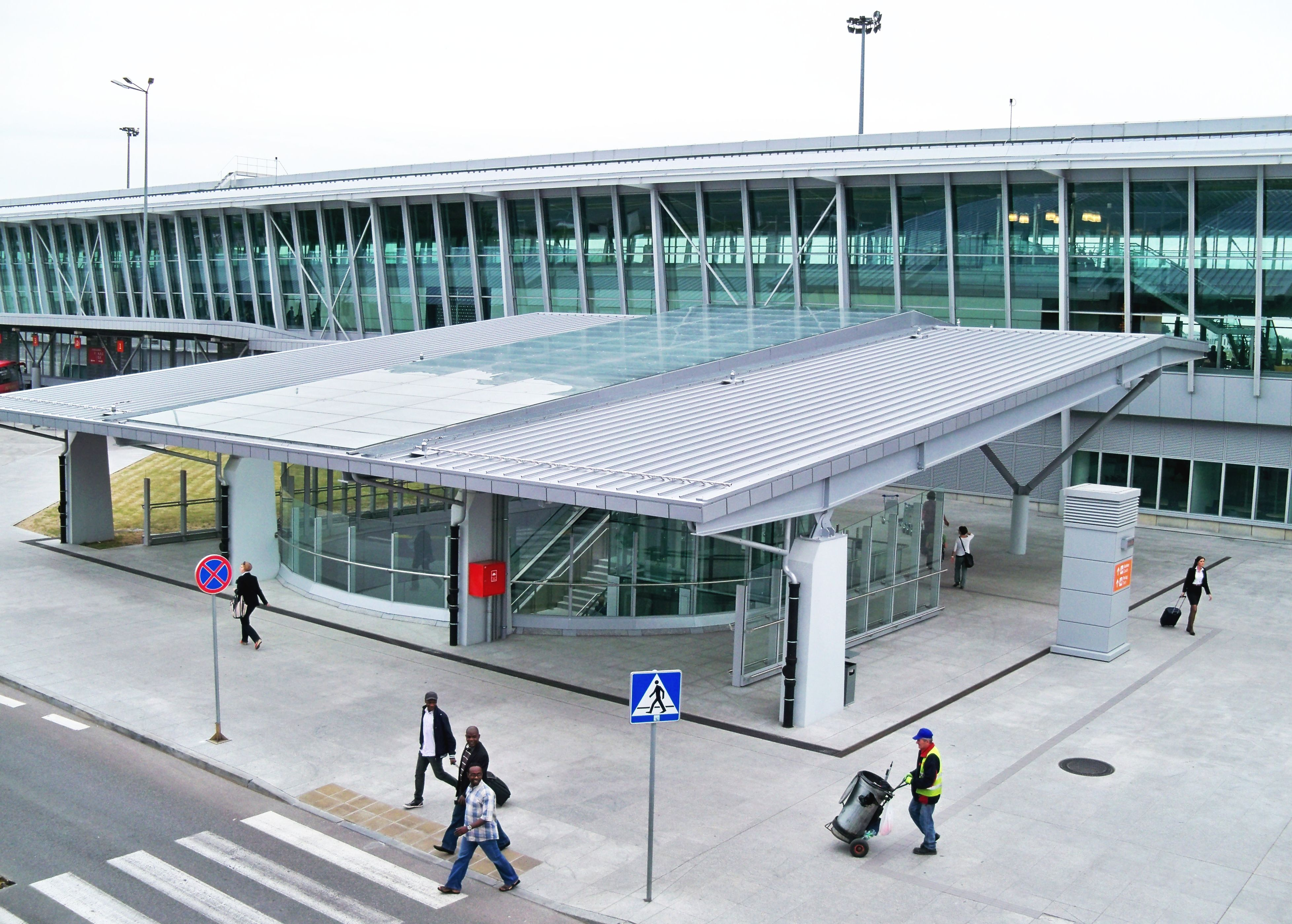
Gare de l'aéroport de Varsovie-Chopin.

| Aéroport                    | Gare ferroviaire                      | Mise en service | Service ferroviaire |
| --------------------------- | ------------------------------------- | --------------- | ------------------- |
| Aéroport de Varsovie-Chopin | Gare de l'aéroport de Varsovie-Chopin | 2012            | SKM, KM             |

#### Royaume-Uni
| Aéroport                     | Gare ferroviaire                       | Mise en service | Service ferroviaire                                          |
| ---------------------------- | -------------------------------------- | --------------- | ------------------------------------------------------------ |
| Aéroport de Birmingham       | Gare de Birmingham International       | 1976            | Avanti West Coast, CrossCountry, West Midlands Trains        |
| Aéroport de Londres-Gatwick  | Gare de l'aéroport de Londres-Gatwick  | ?               | Gatwick Express, Great Western Railway, Southern, Thameslink |
| Aéroport de Londres-Heathrow | Gare de Heathrow Terminals 2 & 3       | 1998            | Heathrow Express, TfL Rail                                   |
| Aéroport de Londres-Heathrow | Gare de Heathrow Terminal 4            | 1998            | TfL Rail                                                     |
| Aéroport de Londres-Heathrow | Gare de Heathrow Terminal 5            | 2008            | Heathrow Express                                             |
| Aéroport de Londres-Southend | Gare de l'aéroport de Londres-Southend | 2011            | Great Eastern Railway                                        |
| Aéroport de Londres-Stansted | Gare de l'aéroport de Londres-Stansted | 1991            | Stansted Express                                             |
| Aéroport de Manchester       | Gare de Manchester-Aéroport            | 1993            | First TransPennine Express, Northern, Northern Electrics     |

#### Russie
| Aéroport                           | Gare ferroviaire                             | Mise en service | Service ferroviaire |
| ---------------------------------- | -------------------------------------------- | --------------- | ------------------- |
| Aéroport de Moscou-Cheremetievo    | Gare de l'aéroport de Moscou-Cheremetievo    | 2005            | Aéroexpress         |
| Aéroport de Moscou-Domodedovo      | Gare de l'aéroport de Moscou-Domodedovo      | 2008            | Aéroexpress         |
| Aéroport international de Sotchi   | Gare de Sotchi Aéroport                      | 2012            | ?                   |
| Aéroport international de Vnoukovo | Gare de l'aéroport international de Vnoukovo | 2008            | Aéroexpress         |
| Volgograd (ex-Stalingrad)          | Gare de l'aéroport de Volgograd (ru)         | 2018            |                     |

#### Suède
| Aéroport                      | Gare ferroviaire       | Mise en service | Service ferroviaire |
| ----------------------------- | ---------------------- | --------------- | ------------------- |
| Aéroport de Stockholm-Arlanda | Gare d'Arlanda-Nord    | 1999            | Arlanda Express     |
| Aéroport de Stockholm-Arlanda | Gare d'Arlanda-Central | 1999            | Pendeltåg           |
| Aéroport de Stockholm-Arlanda | Gare d'Arlanda-Sud     | 1999            | Arlanda Express     |

#### Suisse

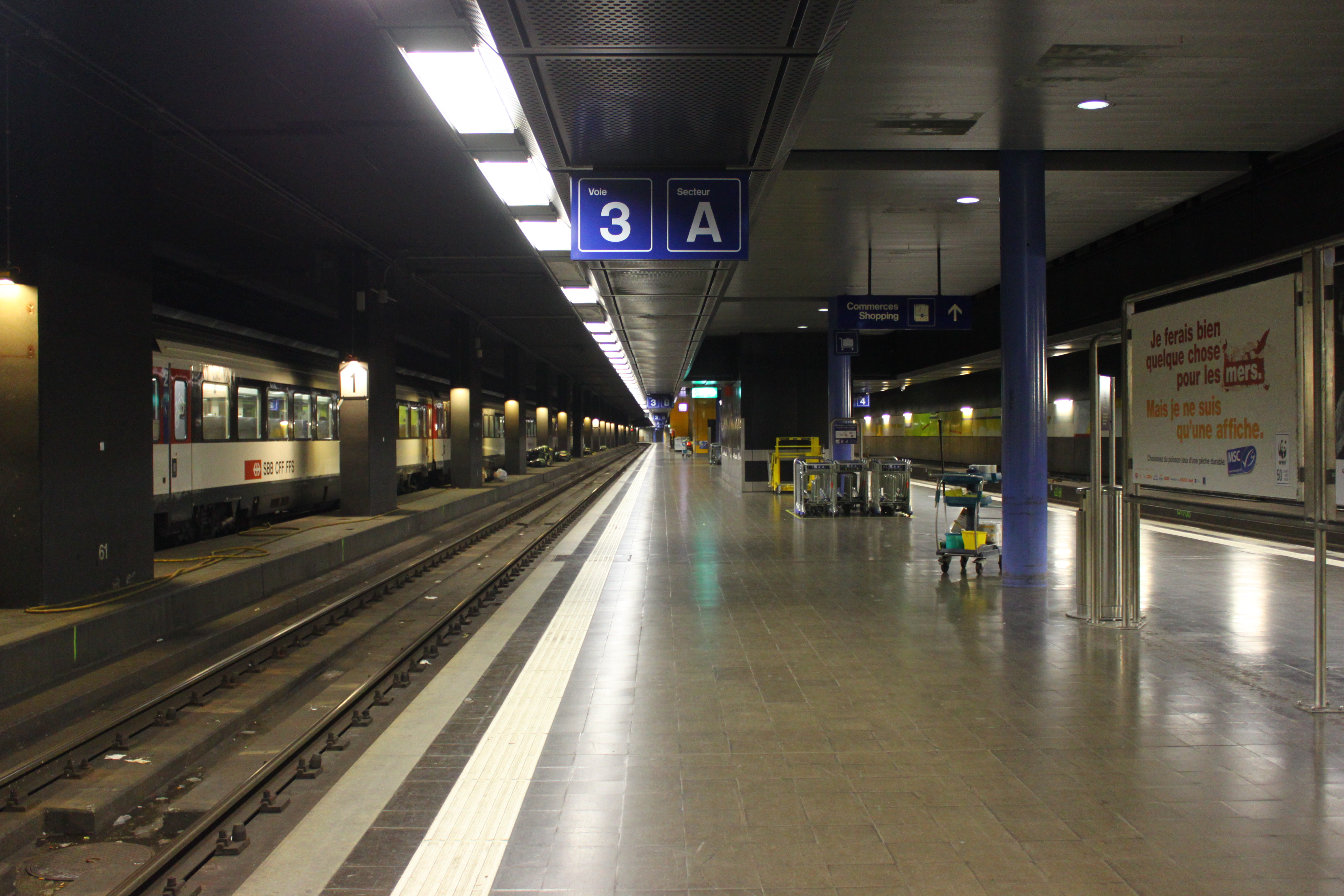
Gare de Genève-Aéroport.

| Aéroport                         | Gare ferroviaire        | Mise en service | Service ferroviaire           |
| -------------------------------- | ----------------------- | --------------- | ----------------------------- |
| Aéroport international de Genève | Gare de Genève-Aéroport | 1987            | IC, ICN, IR                   |
| Aéroport international de Zurich | Gare de Zurich-Aéroport | 1980            | S-Bahn de Zurich, IC, ICN, IR |

#### Ukraine
| Aéroport                  | Gare ferroviaire               | Mise en service | Service ferroviaire |
| ------------------------- | ------------------------------ | --------------- | ------------------- |
| Aéroport de Kiev-Boryspil | Gare de l'aéroport de Boryspil | 2018            |                     |